# Лебедєв Віктор Дмитрович
Віктор Дмитрович Лебедєв (19 жовтня 1917, місто Петроград, тепер Санкт-Петербург, Російська Федерація — 3 грудня 1978, місто Москва, Російська Федерація) — радянський діяч, 1-й заступник голови Держплану СРСР, заступник голови Ради народного господарства СРСР — міністр СРСР. Кандидат у члени ЦК КПРС у 1976—1978 роках. Депутат Верховної ради СРСР 9-го скликання.

## Біографія
Народився в родині службовця.
У 1932—1934 роках — токар, у 1934—1936 роках — інструктор токарної справи школи фабрично-заводського учнівства (ФЗУ), в 1936—1938 роках — майстер, заступник начальника механоскладального цеху Ленінградського верстатобудівного заводу імені Свердлова. Без відриву від виробництва закінчив робітничий факультет у місті Ленінграді.
У 1938—1941 роках — студент Ленінградського інституту інженерів водного транспорту.
Член ВКП(б) з 1941 року.
У 1941—1942 роках — у Червоній армії, учасник німецько-радянської війни. Служив командиром загону особливого призначення при штабі Ленінградського фронту. Після поранення демобілізований із армії.
У 1942—1944 роках — студент Горьковського інституту інженерів водного транспорту.
У 1945—1946 роках — начальник цеху, в 1946—1947 роках — секретар партійної організації Ленінградського верстатобудівного заводу імені Свердлова.
У 1947—1948 роках — інструктор відділу кадрів Калінінського районного комітету ВКП(б) міста Ленінграда.
У 1948—1951 роках — інструктор відділу машинобудування Ленінградського міського комітету ВКП(б).
У 1951—1954 роках — директор Ленінградського арматурного заводу імені Лепсе.
У 1954—1956 роках — начальник Головного управління із виробництва насосів, арматури і гідротурбін Міністерства машинобудування і приладобудування СРСР.
У 1956—1957 роках — заступник міністра машинобудування СРСР.
У 1957—1959 роках — заступник начальника відділу машинобудування Держплану СРСР.
У 1959—1960 роках — начальник Головного управління «Союзголовхімкомплект» при Держплані СРСР.
У 1960—1962 роках — начальник відділу загального машинобудування Держплану СРСР.
У 1962—1963 роках — начальник відділу народногосподарського плану Держплану СРСР.
У січні — квітні 1963 року — начальник управління хімічного і загального машинобудування Ради народного господарства СРСР.
У квітні 1963 — жовтні 1965 року — заступник голови Ради народного господарства СРСР — міністр СРСР (у липні 1963 — жовтні 1965 року).
У жовтні 1965 — серпні 1973 року — заступник голови Держплану СРСР.
У серпні 1973 — 3 грудня 1978 року — 1-й заступник голови Держплану СРСР.
Помер 3 грудня 1978 року після важкої, тривалої хвороби. Похований в Москві на Новодівочому цвинтарі.

## Нагороди
- два ордени Леніна
- орден Жовтневої Революції
- орден Трудового Червоного Прапора
- орден Червоної Зірки
- медалі